# Leptodeuterocopus sorongensis
Leptodeuterocopus sorongensis là một loài bướm đêm thuộc họ Pterophoridae. Nó được tìm thấy ở Papua New Guinea.
Sải cánh dài khoảng 12 mm. Con trưởng thành bay vào tháng 3.